# Volo South Airlines 8971
Il 13 febbraio 2013, un Antonov An-24 operante il volo South Airlines 8971 si schiantò durante l'atterraggio all'aeroporto di Donec'k, in Ucraina, provocando la morte di 5 delle 52 persone a bordo.

## L'incidente
Alle 18:09 ora di Kiev, dopo un volo interno da Odessa a Donetsk, l'aereo mancò la pista mentre effettuava un atterraggio duro all'aeroporto Internazionale di Donetsk. Cinque passeggeri rimasero uccisi. Dopo l'atterraggio l'aereo prese fuoco, anche se la maggior parte degli occupanti era già stata evacuata perché era riuscita a fuggire attraverso un buco nella fusoliera causato dall'incidente. Dei testimoni oculari affermarono che l'aereo stava tentando di atterrare nel mezzo di una fitta nebbia, finendo sul terreno soffice tra la pista principale e la via di rullaggio, mentre secondo altri l'Antonov era atterrato prima della pista. Secondo la documentazione del volo, a bordo c'erano 36 passeggeri e 7 membri dell'equipaggio, oltre a diversi passeggeri non registrati, per un totale di 52 persone.
Tutti i 44 passeggeri erano tifosi di calcio diretti alla partita tra lo Shakhtar Donetsk e il Borussia Dortmund. Questo incontro si è aperto con un minuto di silenzio in memoria delle vittime.

## Le indagini
L'ufficiale procuratore dell'Oblast' di Donec'k, Volodymyr Vyshynsky, venne incaricato di condurre l'inchiesta aperta il giorno dopo l'incidente. Il giorno dopo l'accaduto, gli investigatori consideravano come possibili cause un errore del pilota, le apparecchiature ILS difettose e le cattive condizioni meteorologiche. Il pilota dell'aereo accusò proprio il maltempo, mentre l'operatore dell'aereo, South Airlines, dichiarò immediatamente che l'aereo era in buone condizioni e che i piloti non avrebbero dovuto atterrare nel mezzo della nebbia, e che avrebbero dovuto dirottare verso un altro aeroporto.
Il vice primo ministro Oleksandr Vilkol dichiarò infine che la causa dell'incidente era da ricercarsi in una perdita di velocità dell'aereo durante l'atterraggio a causa di un errore dell'equipaggio, considerato impreparato, che non aveva l'autorizzazione per effettuare il volo in quelle condizioni meteorologiche. Il Ministero dei Trasporti riferì che all'altitudine minima di discesa l'equipaggio non aveva stabilito un contatto visivo con le luci di avvicinamento o con la pista. Il comandante aveva quindi ridotto la velocità di discesa, tuttavia non aveva comunicato la decisione di effettuare una riattaccata o di continuare l'avvicinamento al suo equipaggio. L'aereo rallentò al di sotto della velocità minima, rollando a 48 gradi di inclinazione e colpendo il suolo prima con l'ala destra.